# Hrvatske ceste
Hrvatske ceste d.o.o. (HC) je tvrtka koja se bavi upravljanjem, građenjem i održavanjem državnih cesta. Tvrtka je u 100%-tnom vlasništvu Republike Hrvatske, a registrirana je i s radom je započela 11.4.2001.

## Povijest
Nakon izbora 1990. nova vlada pokreće niz strukturnih reformi. Tako se, među ostalim, napušta dotadašnji sustav cestovne gradnje i održavanja, i 1991. se osniva Poduzeće "Hrvatske ceste". 1996. se iz njega izdvaja građevinska operativa i mijenja ime u Hrvatsku upravu za ceste. 2001. Hrvatska uprava za ceste se razdvaja u dvije tvrtke: Hrvatske ceste i Hrvatske autoceste.

## Infrastruktura
Hrvatske ceste d.o.o. gospodare mrežom od 7.129,6 km državnih cesta, a svoje aktivnosti provode sukladno četverogodišnjem Programu građenja i održavanja javnih cesta koji donosi Vlada RH. Gustoća razvrstane cestovne mreže Republike Hrvatske određena je temeljem Odluke o razvrstavanju javnih cesta.

## Unutarnji ustroj
Tvrtkom upravlja četveročlana Uprava, koju nadzire Nadzorni odbor i Skupština. Organizacijski je podijeljena na urede, odjele i sektore. 
Uredi su: Ured uprave, Ured za odnose s javnošću, Ured za unutarnju reviziju i Ured za korporativnu sigurnost i zaštitu na radu. 
Odjeli su: Poseban odjel za nabavu i Poseban odjel za vođenje strateških projekata. 
Sektori su: Sektor za pripremu, građenje i rekonstrukciju, Sektor za ekonomske poslove, Sektor za pravne poslove, poslove ljudskih resursa i opće poslove, Sektor za razvoj i informatičku podršku te Sektor za održavanje i promet. Sektor za održavanje i promet je podijeljen na poslovne jedinice, a poslovne jedinice na tehničke ispostave. 
2019. godine tvrtka je zapošljavala 460 radnika.

## Vanjske poveznice
- Hrvatske ceste d. o. o. Hrvatska tehnička enciklopedija, portal hrvatske tehničke baštine. LZMK